# Arnuwanda II
Arnuwanda II est un roi hittite du Moyen Empire qui régna de 1322 à 1321 av. J.-C.. 

## Biographie

### Enfance et formation
Arnuwanda succéda vers 1322 av. J.-C. à son père Suppiluliuma Ier, mort d'une épidémie, supposément de peste, due aux prisonniers égyptiens qu'il avait ramenés avec lui d'une campagne victorieuse en Canaan. Il avait manifestement été préparé à l'exercice du pouvoir royal par son père, et en particulier à l'exercice du commandement militaire. Peu de temps après sa montée sur le trône, il est à son tour gravement malade, sans doute frappé par l'épidémie dont son père a été victime. La situation du royaume est alors difficile, puisque plusieurs pays d'Anatolie ont profité du fait que Suppiluliuma avait concentré son effort de guerre sur la Syrie pour s'en prendre aux positions hittites. C'était notamment le cas des Gasgas au Nord, contre qui Arnuwanda dépêcha un de ses généraux, Hannuti le gouverneur du Bas Pays, qui mourut cependant peu après son arrivée sur le front, ce qui aggrava la crise.

### Vie de famille
Son jeune frère, le futur Mursili II, l'aide dans les querelles du Hatti avec les territoires des Gasgas et d'Arzawa. À cette occasion, les deux frères écrivent à Karkiya (peut-être souverain de la Carie) qu'ils donnent l'asile à Manapa-Tarhunta, descendant légitime du défunt roi de la région de la rivière Seha (ou Bakırçay), lequel avait été renversé par un coup d'État. Cela permet à Manapa-Tarhunta de rétablir son autorité sur la région de la Seha (même si plus tard, il dénoncera l'alliance avec les Hittites).[réf. nécessaire]

### Mort
Arnuwanda règne peu et meurt du mal contracté. Il laisse le trône à son frère Mursili II, lequel a beaucoup moins profité de l'éducation au pouvoir que leur père avait prodigué surtout à son fils aîné.

## Lignage
L'arbre généalogique ci-dessous est une reconstruction possible, parmi d'autres, du lignage de la famille royale de l'empire hittite. La nomenclature des souverains, les liens de parenté demeurent obscurs par de nombreux aspects,,.